# ワルダー

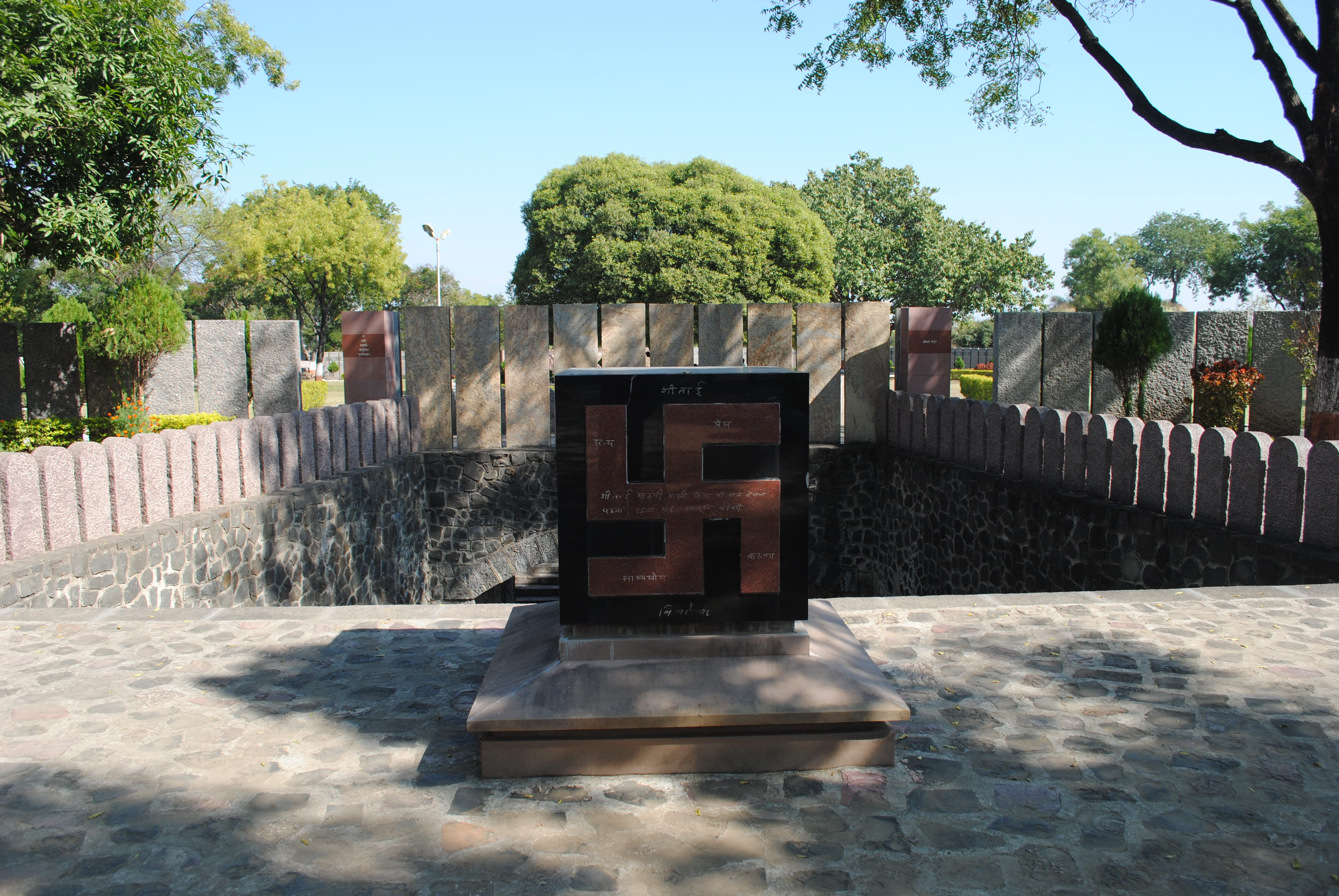
ジーテー・マンディル

ワルダー（ヒンディー語：वर्धा、英語：Wardha）は、インドのマハーラーシュトラ州、ワルダー県の都市。ワルダ、ヴァルダーとも呼ばれる。

## 歴史

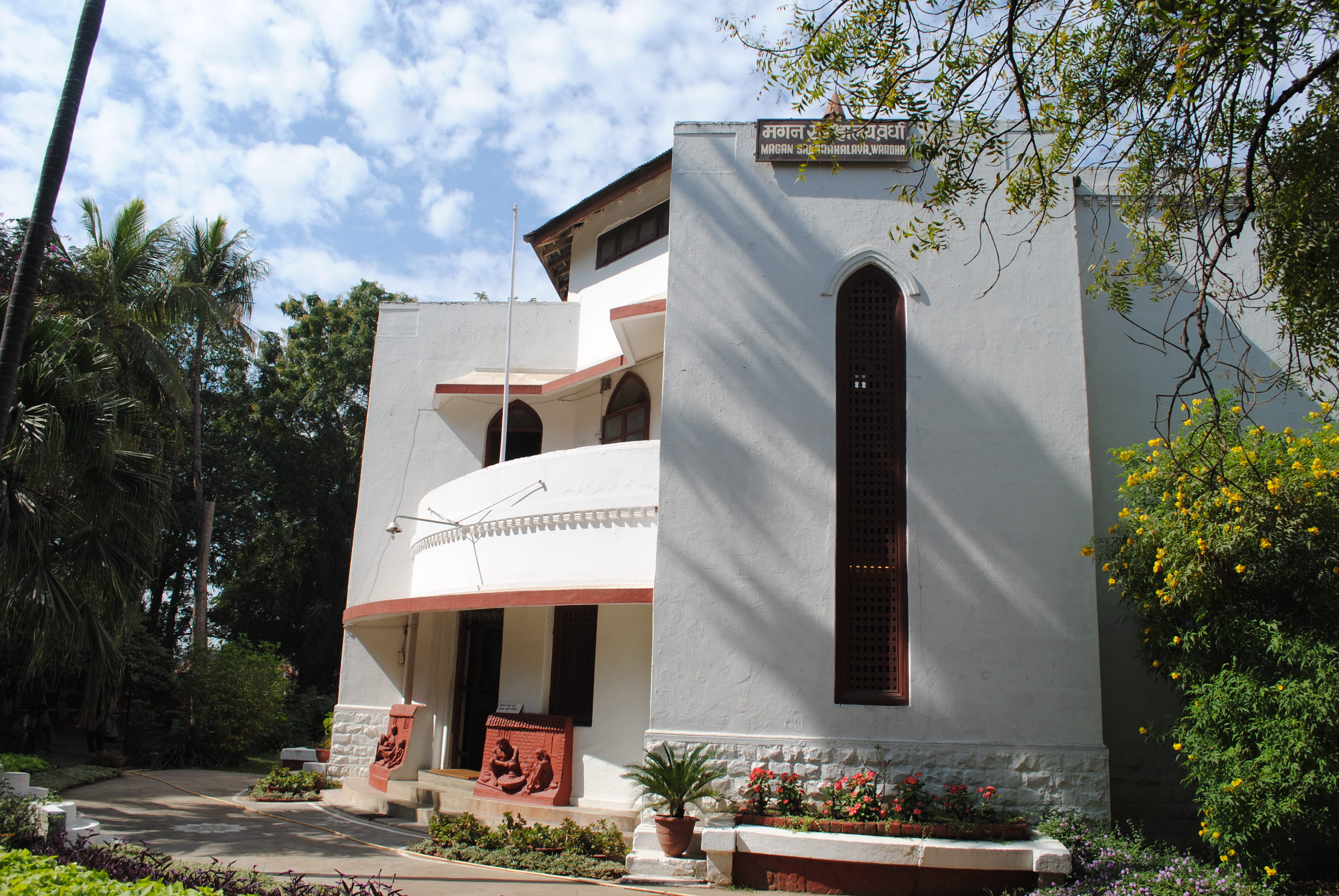
マガン・サングラハーラヤ

ワルダーはチャールキヤ朝、ラーシュトラクータ朝、ヤーダヴァ朝、デカン・スルターン朝、マラーター王国によって支配された。
1853年、イギリスにナーグプルが併合されたことにより、ワルダーもイギリス支配下に入った。
1934年 - 1936年のガンジーによる農村復興運動の中心地となり、その後も全インド農村工業組合の本部が置かれている。1984年にはインド初の有機農業に関する会議が開催された。

## 地理
ワルダーは北緯20度45分 東経78度36分 / 北緯20.75度 東経78.60度座標: 北緯20度45分 東経78度36分 / 北緯20.75度 東経78.60度に位置している。
マハーラーシュトラ州でも北東部にあたり、ナーグプルからは南西に約70キロメートルほど。

## 産業
綿花の加工業が行われているほか、各地の農産物を一旦集積し消費地へ送り出す経由地ともなっている。

## 人口

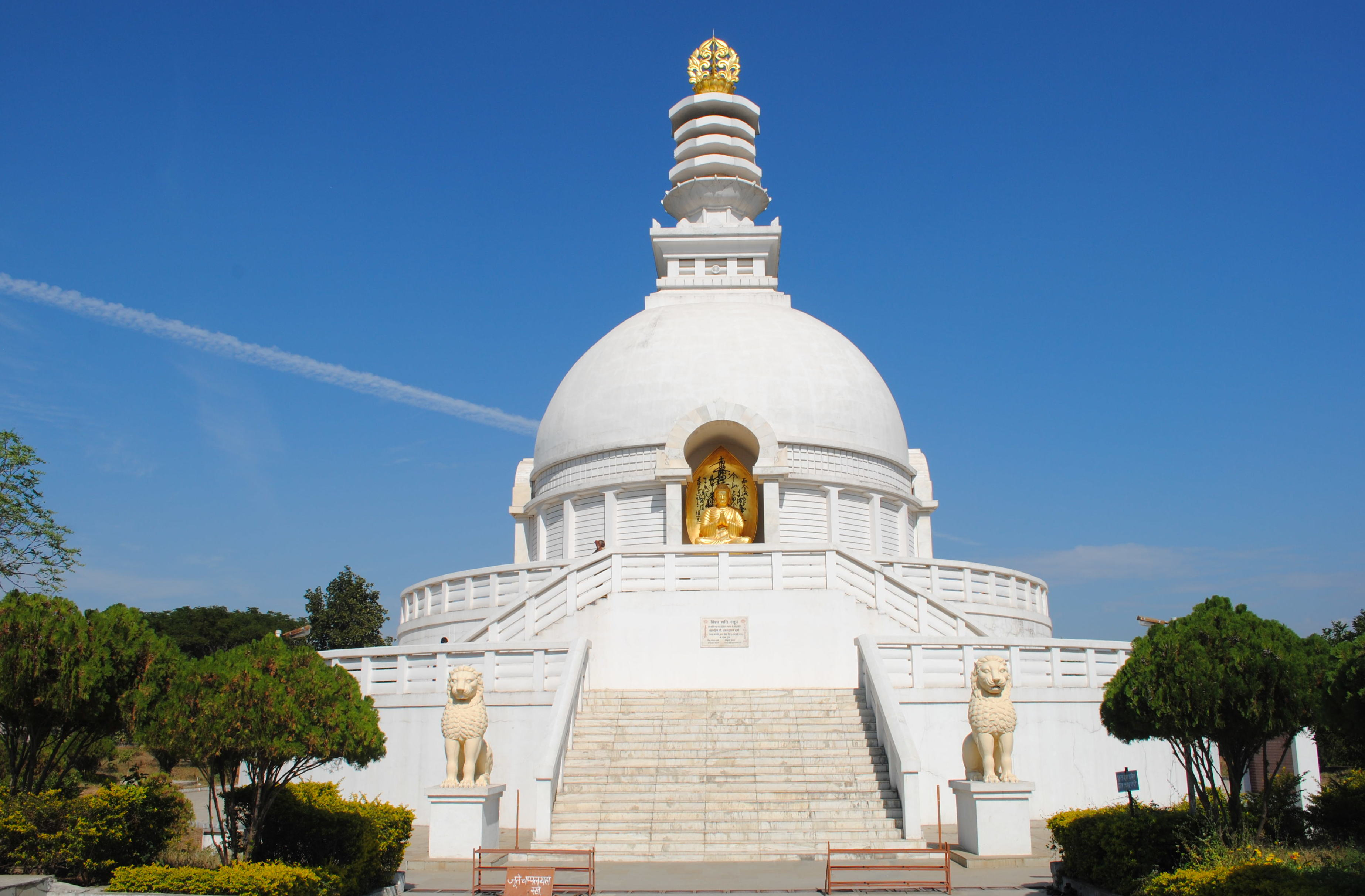
ヴィシュワナーティー・スプタ

2011年の統計では、105,543人。